# Алтернативни периодни системи
Алтернативни периодни системи су табеларни прикази хемијских елемената који се у значајној мери разликују од њихове организације односно традиционалног распореда у периодном систему. Много оваквих система је до сада измишљено, често из дидактичких разлога, зато што све корелације између хемијских елемената не могу да се ефективно представе стандардним периодним системом.
Алтернативни периодни системи се развијају најчешће да би се нагласила или истакла различита хемијска и физичка својства елемената која нису тако очигледна у традиционалним периодним системима. Неки системи имају за циљ истаћи и нуклеонску и електронску структуру атома. Ово се може постићи мењањем просторног односа или распореда који сваки елемент има у односу на други елемент у систему. Други системи стављају нагласак на изоловање хемијских елемената током историје од стране људи.

## Главне алтернативне структуре

### Левостепенасти периодни систем (Жане, 1928)
Жанеов „Левостепенасти периодни систем” из 1928. сматра се најзначајнијом алтернативом традиционалној верзији периодног система. У њему су елемети распоређени према редоследу попуњавања орбитала односно љуски (уместо према валентности); овај систем доста користе физичари.
|         | 1    | 2    | 3    | 4    | 5    | 6    | 7    | 8    | 9    | 10   | 11   | 12   | 13   | 14   | 1    | 2    | 3    | 4    | 5    | 6    | 7    | 8    | 9    | 10   | 1    | 2    | 3    | 4    | 5    | 6    | 1    | 2    |
| 1       |      |      |      |      |      |      |      |      |      |      |      |      |      |      |      |      |      |      |      |      |      |      |      |      |      |      |      |      |      |      |      |      |
| 2       |      |      |      |      |      |      |      |      |      |      |      |      |      |      |      |      |      |      |      |      |      |      |      |      |      |      |      |      |      |      |      |      |
| 2 3     |      |      |      |      |      |      |      |      |      |      |      |      |      |      |      |      |      |      |      |      |      |      |      |      |      |      |      |      |      |      |      |      |
| 3 4     |      |      |      |      |      |      |      |      |      |      |      |      |      |      |      |      |      |      |      |      |      |      |      |      |      |      |      |      |      |      |      |      |
| 3 4 5   |      |      |      |      |      |      |      |      |      |      |      |      |      |      |      |      |      |      |      |      |      |      |      |      |      |      |      |      |      |      |      |      |
| 4 5 6   |      |      |      |      |      |      |      |      |      |      |      |      |      |      |      |      |      |      |      |      |      |      |      |      |      |      |      |      |      |      |      |      |
| 4 5 6 7 |      |      |      |      |      |      |      |      |      |      |      |      |      |      |      |      |      |      |      |      |      |      |      |      |      |      |      |      |      |      |      |      |
| 5 6 7 8 |      |      |      |      |      |      |      |      |      |      |      |      |      |      |      |      |      |      |      |      |      |      |      |      |      |      |      |      |      |      |      |      |
|         |      |      |      |      |      |      |      |      |      |      |      |      |      |      |      |      |      |      |      |      |      |      |      |      |      |      |      |      |      |      |      |      |
|         | блок | блок | блок | блок | блок | блок | блок | блок | блок | блок | блок | блок | блок | блок | блок | блок | блок | блок | блок | блок | блок | блок | блок | блок | блок | блок | блок | блок | блок | блок | блок | блок |

Ако се упореди са обичним форматом, Левостепенасти периодни систем има следеће промене:
- хелијум је смештен у 2. групу
- 1. и 2. група (блок), укључујући елемент 119 и 120 у продужењу у виду 8. периоде, премештени су на десну страну система
- блок је померен према горе за један ред и сви елементи који нису у s-блоку су сада један ред ниже него у стандардном периодном систему; на пример, већина четвртог реда у стандардном систему је пети ред у овом систему

### Периодни систем(Цимерман, 2006)
Модерну верзију периодног система је 2006. године направио Валери Цимерман, а назвао ју је ADOMAH (енгл. Valery Tsimmerman's 2006 "ADOMAH periodic table"). Структура овог периодног система заснована је на четири квантна броја електронске конфигурације, зато што систем има четвородимензионалну базу.

### Дводимензионални спирални периодни систем (Бенфи, 1964)
Теодор Бенфи је 1964. године осмислио „Дводимензионални спирални периодни систем”; систем почиње од водоника, а спирала се одвија око двају ’полуострва’ — прелазних метала те лантаноида и актиноида. ’Острво’ суперактиноида већ је ’усечено’. Хемијска галаксија (2004) организована је на сличан начин.

### Тродимензионални периодни систем физичара (Стоу, 1989)
Тимоти Стоу је 1989. године направио „Тродимензионални периодни систем физичара”; има три осе које представљају главни квантни број, орбитални квантни број и орбитални магнетски квантни број. Хелијум је поново елемент 2. групе.

### Тродимензионални периодни систем налик цвету (Жигер, 1966)
Жигеров „Тродимензионални периодни систем налик цвету” из 1966. састоји се од 4 повезане плоче са именима елемената исписаним спреда и отпозади. Прва плоча садржи елементе 1. групе са предње стране и елементе 2. групе са задње стране, док су водоник и хелијум изостављени. Постављена под углом од 90°, друга плоча садржи групе 13—18, спреда и отпозади. Још две плоче, свака под углом од 90°, садрже остале елементе.

### Периодни систем са елементима који се понављају (Рич, 2005)
Роналд Л. Рич је 2005. године преложио увођење „Периодног система са елементима који се понављају” када је то потребно. Он истиче да водоник дели својства са елементима 1. групе на основу валентности, са елементима 17. групе пошто је неметал, али такође и са елементима 14. групе (тзв. угљеникова група) на основу сличности у хемијском везивању са прелазним металима и сличном електронегативношћу. У овој форми периодног система, угљеник и силицијум се такође појављују у истој групи као и титанијум и цирконијум.

### Остале верзије
Њуландсов „Ревидирани периодни систем хемичара” из 2010. (енгл. John Newlands' 2010 "Revisited chemist's periodic table") има алтернативну позицију за водоник, хелијум и лантаноиде; објавили су га Е. Г. Маркс и Џ. Е. Маркс.
Други примери тродимензионалних периодних система укључују Куртинову „Периодну класификацију” (енгл. Courtines' "Periodic Classification") из 1925. године, Ринглијев „Ламина систем” (енгл. Wringley's "Lamina System") из 1949. године, Жигеров „Периодни хеликс” (енгл. Giguère's "Periodic helix") из 1965. године и Дуфорово „Периодно стабло” (енгл. Dufour's "Periodic Tree") из 1996. године.

## Варијанте класичног формата
Још од објављивања Мендељејевљевог оригиналног периодног система, елементи су се у основи распоређивали према валентности (групе у колонама) и њеној периодичности (периоде у редовима). Како су године пролазиле и како су се постизала нова открића у пољу атомске структуре, ови шематски распореди су се прилагођавали и проширивали али као принцип се никада нису изменили.
Најстарији периодни систем је Мендељејевљев систем кратког формата са колонама , који показује секундарне хемијске сличности. На пример, алкални метали и ковни метали (бакар, сребро, злато) налазе се у истој колони зато што обе групе теже једновалентности. Овај формат се још увек често користи, а пример је савремени руски систем кратког формата Архивирано на веб-сајту  (17. децембар 2013) (рус. Периодическая таблица элементов Д. И. Менделеева) који укључује све до сада откривене елементе.
Х. Г. Деминг је у свом уџбенику Општа хемија (енгл. General Chemistry) користио такозвани дуги периодни систем (енгл. long periodic table) са 18 колона, који се у САД први пут појавио 1923. године (Вајли); био је ово први систем у ком су — ознаком  — биле означене прве две и последњих пет „главних група” (енгл. main groups), те између њих — ознаком  — остатак у виду „прелазних група” (енгл. transition groups).
Додатно нумерисање је одабрано тако да карактеристични оксиди B група одговарају онима из A група. Гвожђева, кобалтова и никлова група нису биле означене ни са  ни са . Група племенитих гасова је оригинално била ’прикачена’ (од стране Деминга) на леву страну периодног система. Група је касније прешла на десну страну и обично се означавала са VIIIA.

## Проширивање периодног система
У проширеном периодном систему који је 1969. године предложио Глен Т. Сиборг, укључени су и до сада неоткривени елементи — све до атомског броја 218. Додате су и теоријске периоде после регуларне, тренутно последње 7. периоде.
У пољу истраживања суператома, кластери атома имају својства појединачних атома другог елемента. Предложено је да се прошири периодни систем додавањем другог слоја у ком ће бити смештена кластерска једињења. Последње проширење овог ’вишеспратног’ система био је кластерски јон алуминијума Al−7, који се понаша као мултивалентни атом германијума.

## Галерија
- Спирални периодни систем (Харисон)
- Прстен периодних елемената
- Систем увијена трака (Џ. Ф. Хајд)
- Кружни периодни систем елемената
- Алтернативни кружни периодни систем
- Спирални периодни систем (Шолтен)
- Мендељејевљев цвет (Цветни систем)
- Систем са бинарним електронским љускама
- Стоуов периодни систем елемената
- Периодни систем Змачинскија и Бејлија
- Периодни систем ADOMAH (Цимерман)
- Њуландсов ревидирани периодни систем
- Пирамидални периодни систем елемената
- 3D електрон. орбитале (Стоу—Жане—Скери)
- 4D периодни систем (Стоу—Жане—Скери)